# Krišľovce
Krišľovce – wieś (obec) na Słowacji położona w kraju preszowskim, w powiecie Stropkov. Pierwsze wzmianki o miejscowości pochodzą z roku 1567.
Według danych z dnia 31 grudnia 2012, wieś zamieszkiwało 36 osób, w tym 17 kobiet i 19 mężczyzn.
W 2001 roku pod względem narodowości i przynależności etnicznej wieś zamieszkiwali wyłącznie Słowacy.
Ze względu na wyznawaną religię w 2001 roku wieś zamieszkiwało 5,08% katolików rzymskich oraz 94,92% grekokatolików.